# Lorraine Toussaint

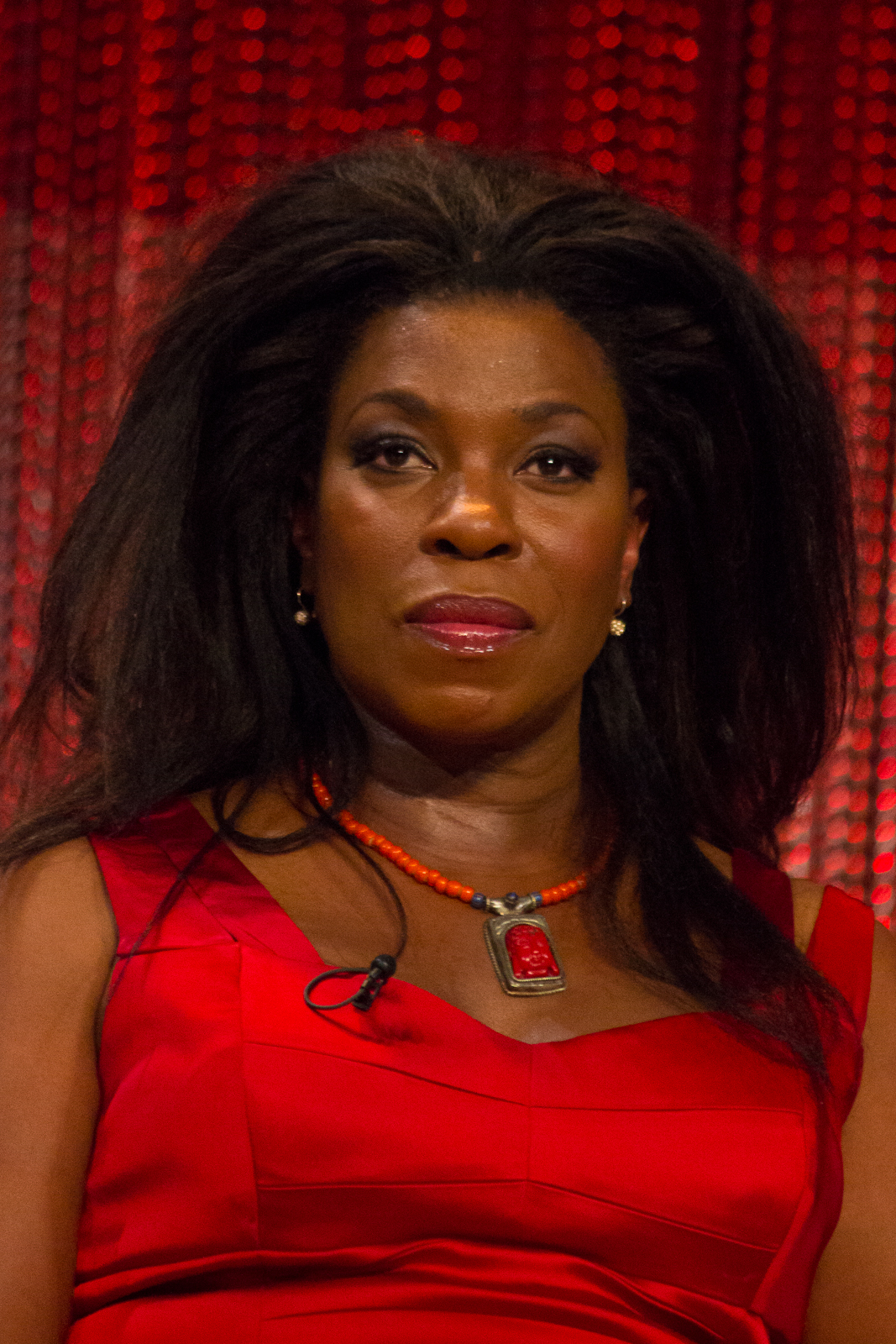
Lorraine Toussaint (2014)

Lorraine Toussaint (* 4. April 1960 auf Trinidad) ist eine US-amerikanische Schauspielerin.

## Leben
Toussaints Familie wanderte in die Vereinigten Staaten ein, als sie zehn Jahre alt war. Sie studierte Dramaturgie an der Juilliard School. Die Schauspielerin debütierte im Fernsehdrama The Face of Rage aus dem Jahr 1983. Im Fernsehdrama Im Netz der Gewalt (1986) spielte sie neben Richard Crenna eine der größeren Rollen. In der Abenteuerkomödie Die Traumtänzer (1989) übernahm sie eine größere Rolle neben Burt Reynolds und Casey Siemaszko.
Im Thriller Codename: Nina (1993) war Toussaint an der Seite von Bridget Fonda und Gabriel Byrne zu sehen. In den Jahren 1998 bis 2002 spielte sie in der Fernsehserie Any Day Now eine der beiden Hauptrollen. Für diese Rolle wurde sie in den Jahren 1999, 2000, 2001, 2002 und 2003 für den Image Award nominiert. Im mit zahlreichen Preisen und Nominierungen bedachten Fernsehdrama Die Liebe stirbt nie (2005) spielte sie eine größere Rolle neben Halle Berry.

## Filmografie (Auswahl)
- 1983: The Face of Rage
- 1986: Im Netz der Gewalt (A Case of Deadly Force)
- 1989: Die Traumtänzer (Breaking In)
- 1990: Common Ground
- 1990–1994, 2003: Law & Order (Fernsehserie, 7 Episoden)
- 1991: Hudson Hawk – Der Meisterdieb (Hudson Hawk)
- 1992: Red Dwarf
- 1992: Bitterer Triumph (Trial: The Price of Passion)
- 1993: Codename: Nina (Point of No Return)
- 1994: Tödliche Absichten (Mother’s Boys)
- 1995: Dangerous Minds – Wilde Gedanken (Dangerous Minds)
- 1996: Psalms from the Underground (Kurzfilm)
- 1996: Jung, weiblich, gnadenlos (Jaded)
- 1996: Haus der stummen Schreie (If These Walls Could Talk)
- 1997: The Spittin’ Image (Kurzfilm)
- 1998: Black Dog
- 1998: Kollision am Himmel (Blackout Effect)
- 1998–2002: Alabama Dreams (Any Day Now, Fernsehserie, 88 Episoden)
- 2002–2003: Crossing Jordan – Pathologin mit Profil (Crossing Jordan, Fernsehserie, 11 Episoden)
- 2005: Die Liebe stirbt nie (Their Eyes Were Watching God)
- 2005, 2009: Numbers – Die Logik des Verbrechens (Numb3rs, Fernsehserie, 2 Episoden)
- 2006–2007: CSI: Vegas (CSI: Crime Scene Investigation, Fernsehserie, 3 Episoden)
- 2007: Ugly Betty (Fernsehserie, 6 Episoden)
- 2007: Der Solist
- 2007–2010: Saving Grace (Fernsehserie, 43 Episoden)
- 2008: The Gold Lunch (Kurzfilm)
- 2009–2011: Friday Night Lights (Fernsehserie, 5 Episoden)
- 2012: Grey’s Anatomy (Fernsehserie, Episode 8x20)
- 2013: Body of Proof (Fernsehserie, 4 Episoden)
- 2013–2017: The Fosters (Fernsehserie, 9 Episoden)
- 2014: Orange Is the New Black (Fernsehserie, 12 Episoden)
- 2014: Katies Blog (Ask Me Anything)
- 2014: Selma
- 2014–2015: Forever (Fernsehserie, 17 Episoden)
- 2015: Die Highligen Drei Könige (The Night Before)
- 2015–2017: Rosewood (Fernsehserie, 41 Episoden)
- 2018–2019: Into the Badlands (Fernsehserie, 14 Episoden)
- 2018: Grace and Frankie (Fernsehserie, Episode 4x10)
- 2018–2020: She-Ra und die Rebellen-Prinzessinnen (She-Ra and the Princesses of Power, Fernsehserie, Stimme 28 Episoden)
- 2019: The Village (Fernsehserie, 10 Episoden)
- 2019: Scary Stories to Tell in the Dark
- 2020: Concrete Cowboy
- 2021–2025: The Equalizer – Schutzengel in New York (The Equalizer, Fernsehserie)
- 2023: Nimona (Stimme von Queen Valerin)
- 2025: Die perfekte Schwester (Fernsehserie, 8 Folgen)